# Carl Wilhelm Tischbein
Carl Wilhelm Tischbein
Zeichnung von Karl Philipp Fohr

Link zum Bild

Carl Wilhelm Tischbein (* 2. März 1797 in Dessau, Fürstentum Anhalt-Dessau; † 13. Februar 1855 in Bückeburg, Fürstentum Schaumburg-Lippe) war ein deutscher Maler sowie Kurdirektor von Bad Eilsen.

## Leben
Carl Wilhelm Tischbein war ein Spross der hessischen Künstlerfamilie Tischbein. Sein Vater war der Maler Johann Friedrich August Tischbein, der ihn ebenso wie seine Schwestern Caroline und Betty als Maler ausbildete. Seine Mutter Sophie (1761/62–1840) war eine Tochter des fürstlich waldeckischen Amtmanns zu Mengeringhausen Friedrich Hartwig Müller (1717–1789) und Schwester des Politikers August Müller.

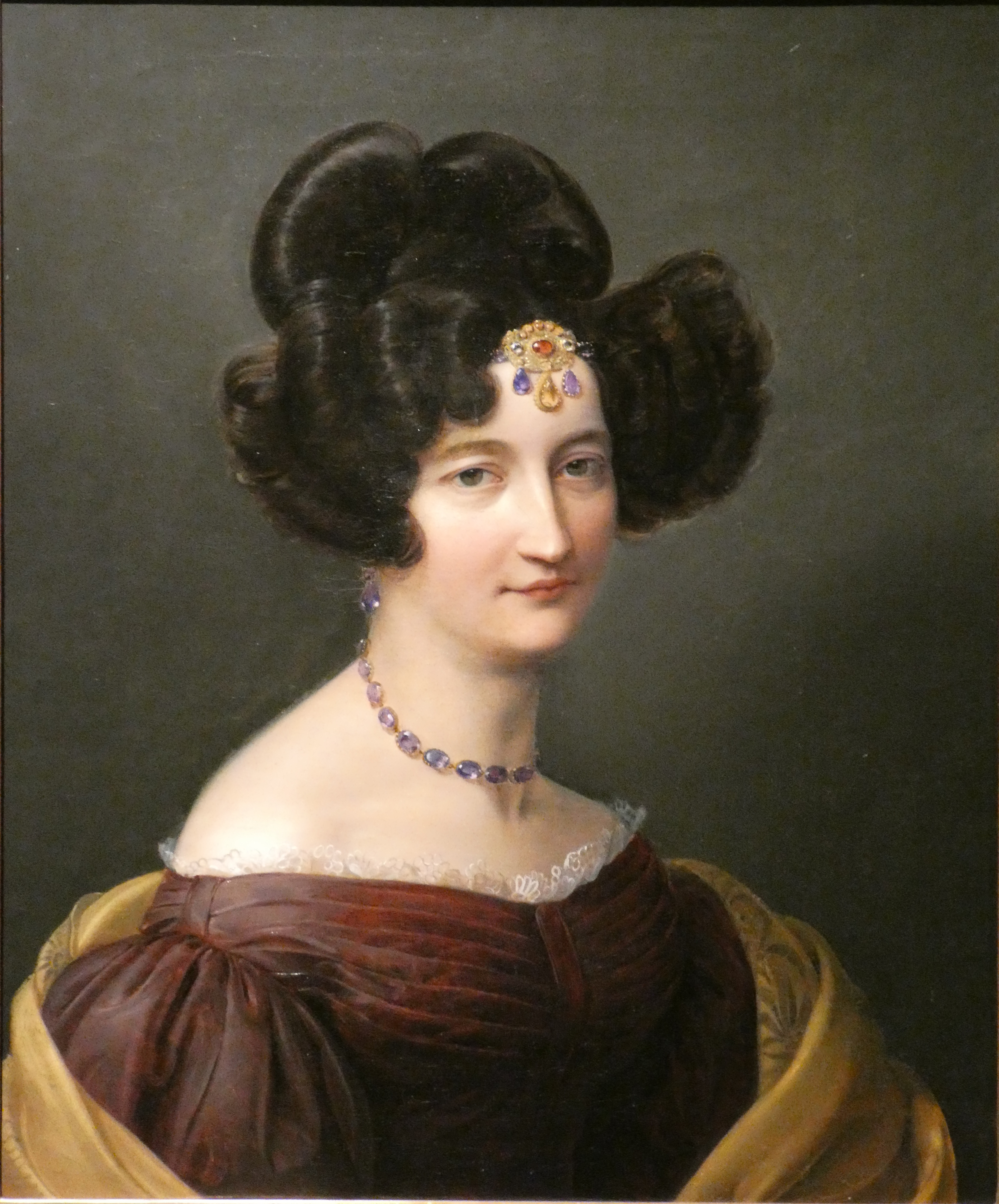
Charlotte von Pückler-Gröditz, 1825

Nach dem Tod des Vaters war Tischbein von 1812 bis 1816 Schüler des klassizistischen Porträt- und Historienmalers Ferdinand Hartmann in Dresden. Dort nahm er auch Unterricht in Latein und Französisch. Bis 1815 verkehrte er regelmäßig im Haus der Familie des Juristen Christian Gottfried Körner. Auch den Hofmaler Anton Graff lernte er in Dresden kennen.
Im Februar 1816 verließ er die sächsische Hauptstadt und reiste zu seiner Schwester Caroline und ihrem Ehemann, dem Historiker und Orientalisten Friedrich Wilken, nach Heidelberg, um mit Wilken zu einer Italienreise aufzubrechen. Im März 1816 kamen sie in Rom an, wo sie sich – unterbrochen von einem Abstecher nach Neapel – bis Juni 1818 in Kreisen der Deutschrömer bewegten, etwa als Gäste des Kupferstechers Wilhelm Friedrich Gmelin und des Althistorikers Barthold Georg Niebuhr. Aus dieser Zeit stammt ein Bildnis, das Karl Philipp Fohr von ihm zeichnete. In Rom freundete er sich mit Kaspar Georg Wilhelm von Harnier an. Zusammen mit Fohr, Wilhelm Schadow, Julius Schnorr von Carolsfeld, Joseph Sutter und Philipp Veit beteiligte sich Tischbein 1818 an der Ausführung von Malereien, die unter Leitung von Peter Cornelius zum Abschiedsfest (29. April) der deutschen Künstler für Kronprinz Ludwig von Bayern entstand.
Zurück in Heidelberg arbeitete er zunächst als Porträtmaler und reiste für Auftragsarbeiten umher, so nach Stuttgart, Frankfurt am Main, München und Leipzig. Zum Wintersemester 1822/1823 nahm er die Stellung eines Zeichenlehrers an der Rheinischen Friedrich-Wilhelms-Universität Bonn an, wo er bis 1826 blieb. Ein Bonner Schüler war Matthias Radermacher. 1827 weilte Tischbein zu unbekanntem Zweck in Brüssel, ehe er 1829 als Nachfolger seines Großonkels Anton Wilhelm Strack Hofmaler des Fürsten Georg Wilhelm von Schaumburg-Lippe in Bückeburg wurde. Als Zeichenlehrer am dortigen Gymnasium wurde er Professor. Außerdem oblagen ihm Aufsicht und Betreuung der fürstlichen Gemäldesammlung. 1838 zum „Brunnen-Commissarius“ ernannt, wirkte er zuletzt im Range eines Rats als Kurdirektor von Bad Eilsen.
Tischbeins Malerei war von Idealen der Nazarener geprägt. Seine Porträtmalerei bewegte sich im Spektrum der Kunst des Biedermeiers. 1828 entstand als Hauptwerk seiner Historienmalerei das Gemälde Torquato Tasso empfängt den Lorbeerkranz der Dichterehrung (Sammlung des Freien Deutschen Hochstifts).